# Cerapteryx fumosa
Cerapteryx fumosa är en fjärilsart som beskrevs av Max Wilhelm Karl Draudt 1950. Cerapteryx fumosa ingår i släktet Cerapteryx och familjen nattflyn. Inga underarter finns listade i Catalogue of Life.